# Rifugio Prato Rotondo
Il rifugio Prato Rotondo è un rifugio situato presso l'omonima località situata nel Parco naturale regionale del Beigua al confine tra i comuni di Sassello, Varazze e Cogoleto, lungo la strada carrabile che dal Monte Beigua porta a Sassello e/o Urbe.

## Caratteristiche
La struttura, raggiungibile con i mezzi motorizzati, è costituita da un corpo centrale in muratura a due piani, affiancato da due ali laterali in muratura di pietrame a tre piani.
Nei pressi del rifugio è stata installata una stazione meteorologica, i cui dati sono consultabili online sul sito della Comunità Montana Valle Argentea.

## Accessi
Il rifugio si trova sulla strada carrozzabile che unisce Varazze a Sassello passando per il monte Beigua, ed è raggiungibile direttamente in automobile da queste due località.
È anche possibile raggiungere la località di Piampaludo in autobus, proseguendo poi a piedi lungo la strada per circa 5 km.

## Ascensioni
- Monte Beigua (1287 m)
- Monte Rama (1150 m)
- Bric Resonau (1146 m)
- Cima Fontanaccia (1153 m)
- Monte Argentea (1082 m)
- Monte Reixa (1183 m)

## Ascensioni e traversate

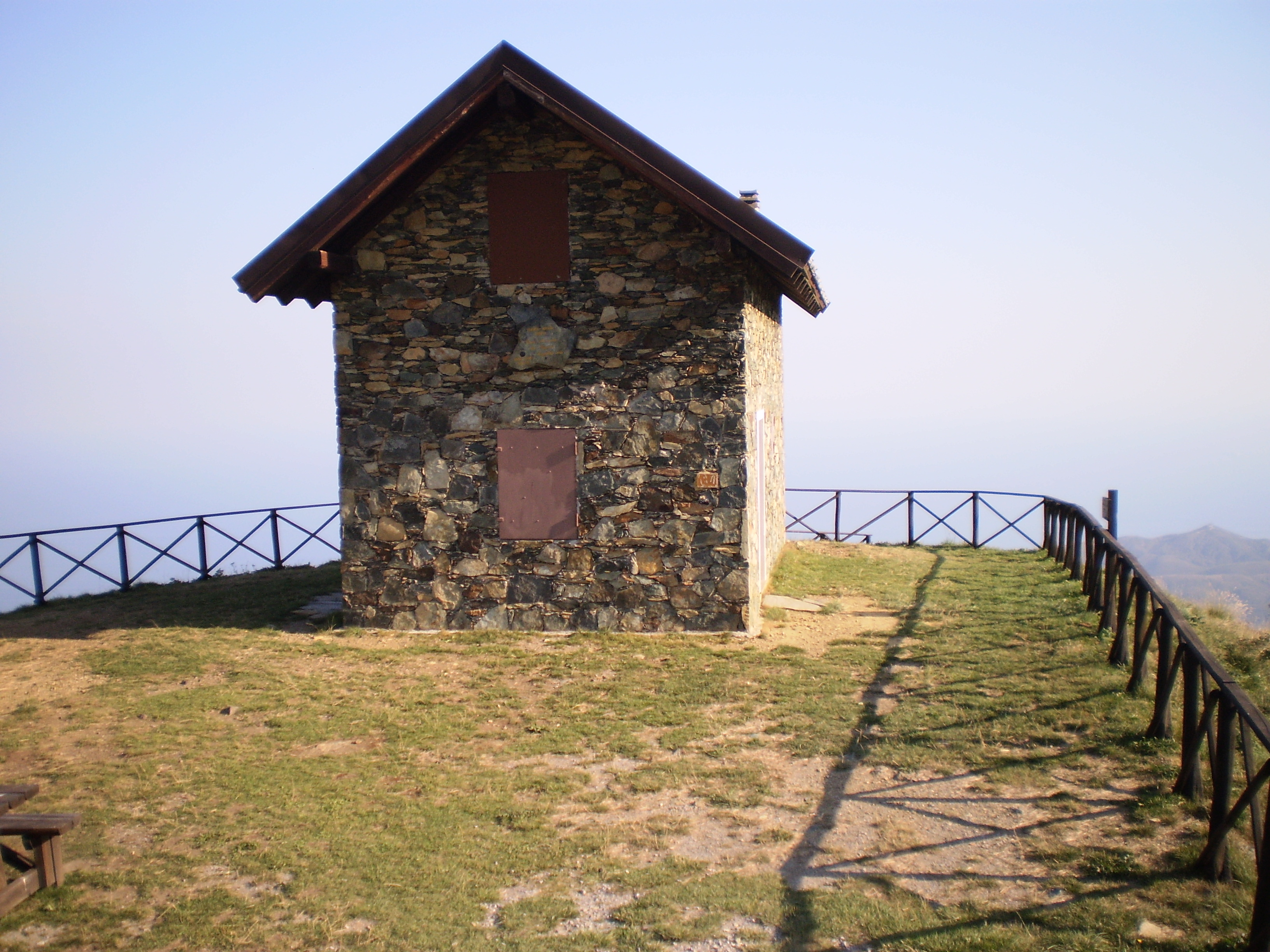
Casa della Miniera

Il rifugio posto a quota 1108 m s.l.m., è punto di arrivo della tappa nº19 dell'Alta Via dei Monti Liguri; da qui poi il sentiero dell'Alta Via prosegue verso il Passo del Faiallo, per poi continuare lungo i Monti Liguri fino a La Spezia.
In direzione passo del Faiallo, a meno di un kilometro da Prato Rotondo, in loc. Terrin a quota 1078 m. s.l.m. si trova la "Casa della Miniera" un vecchio riparo in disuso, totalmente ristrutturato e risistemato dal Gruppo Alpini di Cogoleto in collaborazione con la Comunità Montana Argentea, una parte è aperta come riparo per gli escursionisti e un'altra è riservata agli Alpini di Cogoleto e la terza settimana di luglio vi si svolge l'annuale festa degli Alpini.
Nella zona sono poi presenti numerosi altri sentieri che offrono molte possibilità per l'escursionismo.

## Altre attività
I prati ed i sentieri intorno al rifugio offrono, con la neve, numerose possibilità di praticare l'escursionismo con le ciaspole. I gestori, inoltre, organizzano trekking a piedi, in mountain bike ed a cavallo.